# Geocapromys thoracatus
Geocapromys thoracatus је врста глодара из породице хутија (Capromyidae).

## Распрострањење
Ареал врсте је био ограничен на једну државу. Хондурас је био једино познато природно станиште врсте.

## Угроженост
Ова врста је изумрла, што значи да нису познати живи примерци.